# Metal Mind Productions
Metal Mind Productions är ett polskt skivbolag med fokus på rock och metal, som bildades 1991. Som distributör samarbetar Metal Mind Productions med många skivbolag, såsom Roadrunner Records, Sony Music Entertainment och Plastic Head. Några av de band som ges eller har getts ut på Metal Mind är Behemoth, Dark Tranquillity, Decapitated, Deep Purple, Dies Irae, Enslaved, Pain, Paul Di'Anno och Rotting Christ. Metal Mind publicerar också det största och äldsta metalmagasinet i Polen, Metal Hammer. Som konsertarrangörer organiserar bolaget Metalmania, den största metaltillställningen i Central-/Östeuropa. Sedan 2002 producerar bolaget också DVD:er bland annat för Deep Purple, Tiamat, och Michael Schenker.

## Artister som ges eller har givits ut på bolaget
- Aion
- Ankh
- Arena
- Behemoth
- Dark Tranquillity
- Decapitated
- Deep Purple
- Defiance
- Diamond Head
- Dies Irae
- Enslaved
- Exodus
- The Exploited
- Green Carnation
- Hate
- Hunter
- Illusion
- John Wetton
- Lizard
- Malevolent Creation
- Yngwie J. Malmsteen
- Michael Schenker Group
- Moonlight
- Naamah
- Pain
- Paul Di'Anno
- Pendragon
- Rotting Christ
- Tomasz Stańko